# Krzywy Las

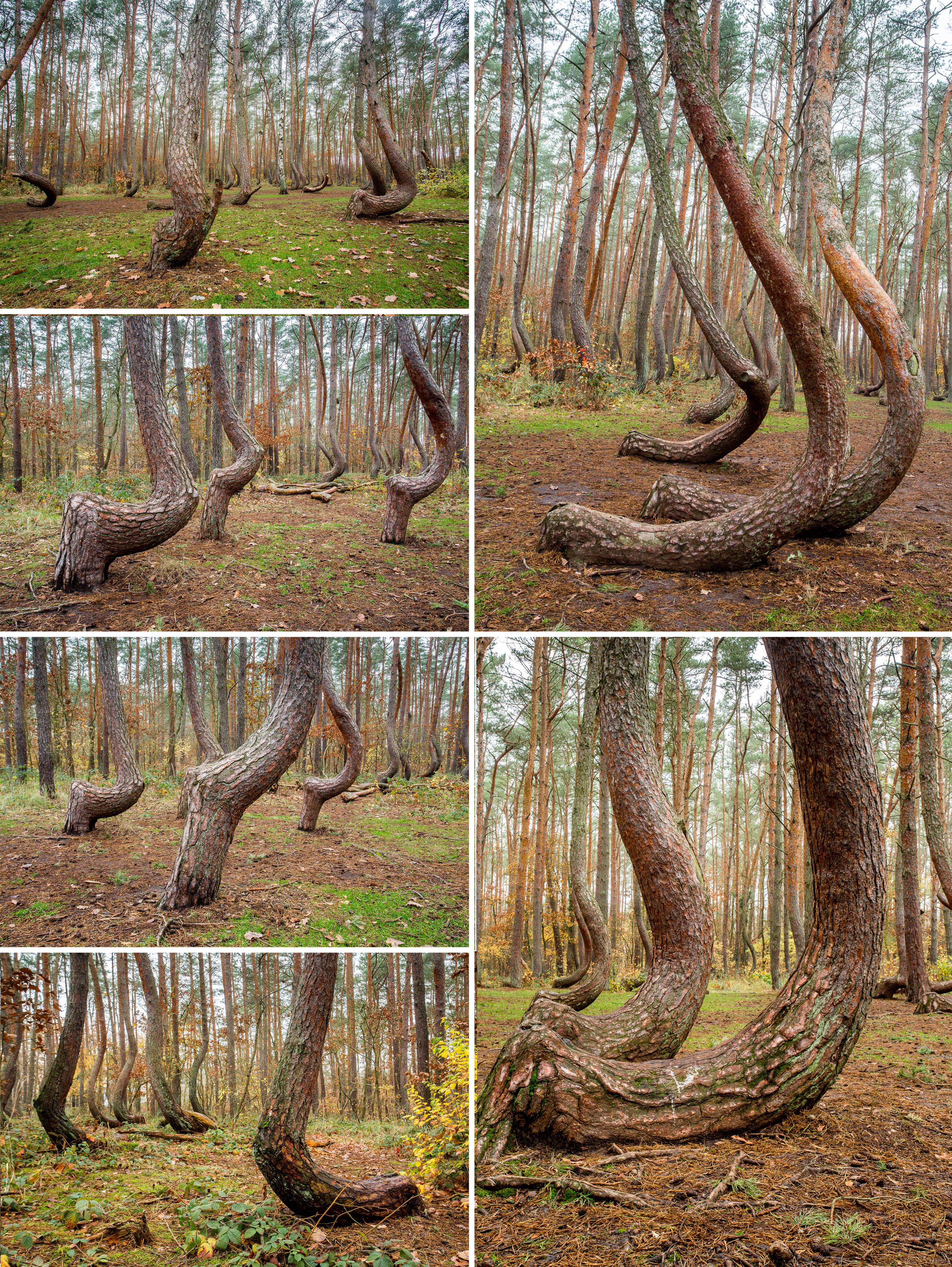
I caratteristici pini della "Foresta storta".

La Krzywy Las (in polacco: "Foresta storta") è un'area boschiva sita nel territorio del comune di Gryfino, in Polonia, e considerata monumento naturale nazionale.

## Posizione
Oggi estesa su una superficie di circa 0,5 ettari degli 1,7 originari all'interno della più grande foresta di Gryfino, una delle più vaste foreste della regione con i suoi 120 km² di estensione, la foresta – in realtà più identificabile in un bosco – si trova circa un chilometro e mezzo a nord-est di villaggio di Nowe Czarnowo, quattro chilometri a sud della cittadina di Gryfino, a solo 150 metri dalla centrale elettrica di Dolna Odra.

## Descrizione
La "foresta storta" è oggi costituita da 105 pini, che originariamente ammontavano a circa 400, numero ridottosi a causa di infestazioni parassitarie ed altri eventi distruttivi, piantati negli anni 1930 e oggi alti tra gli 11 e 15 metri, tutti recanti una piegatura di 90° verso nord a circa 10-50 cm dal suolo. Da tale piegatura si origina una curva lunga da 1 a 3 metri dopo la quale gli alberi riprendono a crescere diritti, assumendo una curiosa forma di punto interrogativo rovesciato.

## I motivi della piegatura
Negli anni, le possibili teorie atte a spiegare la curiosa piegatura dei pini della Krzywy Las si sono moltiplicate. La più accreditata e diffusa è quella secondo cui gli alberi furono piegati in tal modo in giovane età, stimabile attorno ai 6-10 anni, con lo scopo di poter poi utilizzare il loro legname nella costruzione di mobili, imbarcazioni o simili.
Un'altra teoria vede i giovani alberi schiacciati nel 1945 dai carri armati che, nella seconda guerra mondiale, cannoneggiarono la vicina Gryfino. Tuttavia, ciò non spiegherebbe perché gli alberi crescano storti solamente in questa piccola e ben delimitata area. Un'altra ancora chiama in causa gli effetti di una tempesta di neve che avrebbe piegato gli alberelli in crescita.